# Opel 8/20 PS
 (août 2024).
L'Opel 8/20 PS est une voiture de la catégorie grande routière construite par Adam Opel KG de 1910 à 1913 pour succéder aux modèles 12/14 PS et 8/16 PS.

## Historique et technologie
Fin 1910, la production du modèle 8/16 PS est arrêtée. Deux ans auparavant, l'Opel 12/14 PS avec un moteur de 2,1 litres avait été remplacée par l'Opel 10/18 PS avec un moteur de 2,5 litres. Cela signifiait qu'il manquait désormais à la gamme un modèle avec un moteur de 2,0 litres comme base pour la catégorie grande routière. En revanche, la 8/16 PS avec un moteur de 1,85 litre n'était plus disponible et devait être remplacée. Sa successeur était un modèle avec un moteur de 2,0 litres.
Le moteur était un moteur quatre cylindres d'une cylindrée de 2 032 cm³ (alésage × course = 75 mm × 115 mm), qui produisait 20 ch (14,7 kW) à 1 600 tr/min. Le moteur à commande latérale était refroidi par eau. Le carter moteur était en aluminium moulé et le bloc-cylindres et la culasse étaient en fonte grise. La puissance du moteur était transmise à l'essieu arrière via un embrayage à cône en cuir, une boîte de vitesses manuelle à quatre vitesses et un arbre à cardan. La vitesse maximale de la voiture était de 65 km/h.
Le cadre était constitué de profilés en U en tôle en acier. Les deux essieux rigides étaient suspendus à des ressorts à lames semi-elliptiques. Le frein de service agissait sur l’arbre de sortie de la transmission. Le frein à main a été conçu comme un frein à tambours agissant sur les roues arrière.
Il y avait cinq styles de carrosserie, un phaéton à deux places, une voiture de tourisme à quatre ou six places, une berline quatre portes et un landaulet. La variante la moins chère (le phaéton), coûtait 6 900 Reichsmark.
Fin 1913, la construction de la 8/20 PS est arrêtée. La successeur était le modèle 8/22 PS, plus puissant.